# Mannersdorf am Leithagebirge
Mannersdorf am Leithagebirge è un comune austriaco di 3 992 abitanti nel distretto di Bruck an der Leitha, in Bassa Austria; ha lo status di città (Stadtgemeinde).